# Keerpunt

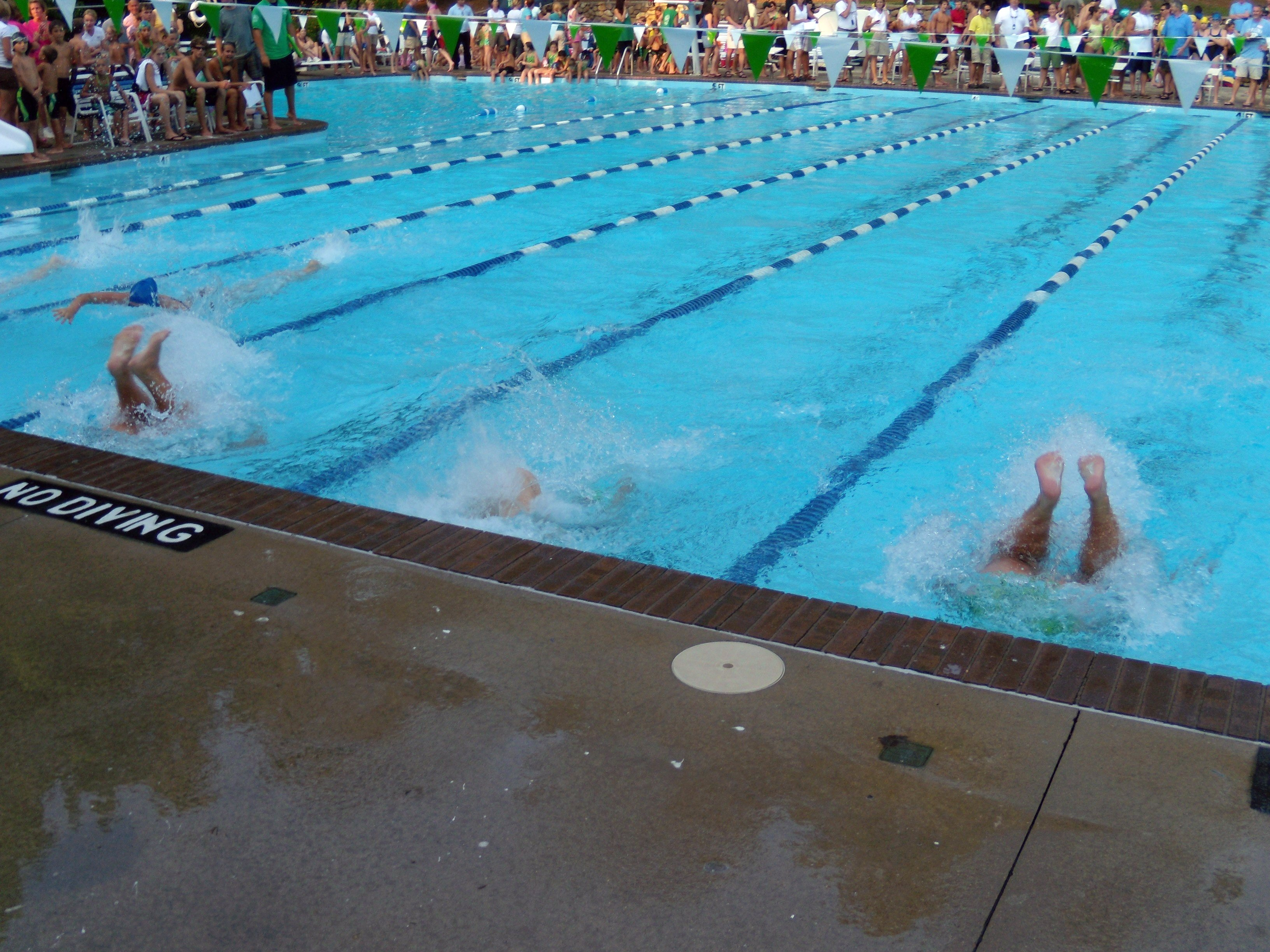
Het rolkeerpunt

Het keerpunt bij zwemmen wordt gebruikt om bij het bereiken van het eind van het zwembad van zwemrichting te veranderen.
Er zijn drie technieken, die bij wedstrijden worden gebruikt:
- Het tuimel-, duikel- of rolkeerpunt bij de vrije slag en de rugslag: De zwemmer komt aanzwemmen, duikt voorover en draait zich zo dat hij zich met de voeten tegen de wand kan afzetten. Bij vrije slag moet men bovendien een halve schroef maken, om te zorgen dat men weer op de borst uitkomt. Bij de rugslag mag men die schroef voor het keerpunt maken, mits men voor het keren geen stuwende beweging meer maakt.
- Het open keerpunt bij de schoolslag en de vlinderslag: De zwemmer tikt met beide handen aan, draait zich zijwaarts om, en zet zich met de voeten. Deze techniek wordt vooral gebruikt omdat de reglementen voor deze slagen voorschrijven, dat met beide handen moet worden aangetikt. Voor de overige zwemslagen geldt het open keerpunt als langzaam.
- Achterwaarts rolkeerpunt bij de wisselslag: Wanneer men moet wisselen van rugslag naar de schoolslag. Een schroef is dan niet nodig.

Het afzetten doet de zwemmer onder water. Met het afzetten probeert de zwemmer zo veel mogelijk afstand te winnen. Na het keerpunt mag de zwemmer, evenals na de start, maximaal 15 meter onder water blijven.